# Sylvirana faber
Espèce
Synonymes
- Rana faber Ohler, Swan & Daltry, 2002
- Hylarana faber (Ohler, Swan & Daltry, 2002)

Statut de conservation UICN

 VU  : Vulnérable
Sylvirana faber est une espèce d'amphibiens de la famille des Ranidae.

## Répartition
Cette espèce est endémique de la province de Kampong Spoe au Cambodge. Elle a été découverte à environ 710 m d'altitude sur le Phnum Aoral,.

## Description
Sylvirana faber a une taille moyenne d'environ 60 mm. Son dos est uniformément brun clair et son tympan brun foncé. Son ventre est blanc perlé tandis que la partie interne des membres est rose.

## Étymologie
Cette espèce est nommée en l'honneur de Malcolm Arthur Smith. En effet en latin faber signifie le forgeron tout comme smith, en anglais.

## Publication originale
- Ohler, Swan & Daltry, 2002 : A recent survey of the amphibian fauna of the Cardamom Mountains, southwest Cambodia with descriptions of three new species. The Raffles Bulletin of Zoology, vol. 50, no 2, p. 465-481 (texte intégral).